# Saint-Philbert-en-Mauges
Saint-Philbert-en-Mauges és un municipi francès situat al departament de Maine i Loira i a la regió de País del Loira. L'any 2007 tenia 359 habitants.

## Demografia

### Població
El 2007 la població de fet de Saint-Philbert-en-Mauges era de 359 persones. Hi havia 123 famílies de les quals 24 eren unipersonals (12 homes vivint sols i 12 dones vivint soles), 32 parelles sense fills, 63 parelles amb fills i 4 famílies monoparentals amb fills.
La població ha evolucionat segons el següent gràfic:
Habitants censats

### Habitatges
El 2007 hi havia 139 habitatges, 135 eren l'habitatge principal de la família, 2 eren segones residències i 2 estaven desocupats. 131 eren cases i 8 eren apartaments. Dels 135 habitatges principals, 108 estaven ocupats pels seus propietaris, 26 estaven llogats i ocupats pels llogaters i 1 estava cedit a títol gratuït; 9 tenien dues cambres, 12 en tenien tres, 24 en tenien quatre i 90 en tenien cinc o més. 117 habitatges disposaven pel capbaix d'una plaça de pàrquing. A 47 habitatges hi havia un automòbil i a 80 n'hi havia dos o més.

### Piràmide de població
La piràmide de població per edats i sexe el 2009 era:
| Homes | Edats   | Dones |
| ----- | ------- | ----- |
| 0     | 95 o +  | 0     |
| 0     | 90 a 94 | 4     |
| 8     | 85 a 89 | 4     |
| 0     | 80 a 84 | 4     |
| 4     | 75 a 79 | 0     |
| 4     | 70 a 74 | 4     |
| 4     | 65 a 69 | 12    |
| 0     | 60 a 64 | 4     |
| 8     | 55 a 59 | 0     |
| 12    | 50 a 54 | 24    |
| 16    | 45 a 49 | 4     |
| 20    | 40 a 44 | 20    |
| 8     | 35 a 39 | 4     |
| 8     | 30 a 34 | 8     |
| 12    | 25 a 29 | 16    |
| 4     | 20 a 24 | 4     |
| 28    | 15 a 19 | 20    |
| 12    | 10 a 14 | 16    |
| 16    | 5 a 9   | 4     |
| 8     | 0 a 4   | 16    |

## Economia
El 2007 la població en edat de treballar era de 247 persones, 194 eren actives i 53 eren inactives. De les 194 persones actives 184 estaven ocupades (95 homes i 89 dones) i 10 estaven aturades (2 homes i 8 dones). De les 53 persones inactives 27 estaven jubilades, 15 estaven estudiant i 11 estaven classificades com a «altres inactius».

### Ingressos
El 2009 a Saint-Philbert-en-Mauges hi havia 138 unitats fiscals que integraven 382,5 persones, la mediana anual d'ingressos fiscals per persona era de 17.483 €.

### Activitats econòmiques
Dels 6 establiments que hi havia el 2007, 1 era d'una empresa extractiva, 1 d'una empresa de fabricació d'altres productes industrials, 1 d'una empresa de construcció, 2 d'empreses de comerç i reparació d'automòbils i 1 d'una empresa de serveis.
L'únic servei als particulars que hi havia el 2009 era un paleta.
L'únic establiment comercial que hi havia el 2009 era una gran superfície de material de bricolatge.
L'any 2000 a Saint-Philbert-en-Mauges hi havia 16 explotacions agrícoles que ocupaven un total de 688 hectàrees.

## Equipaments sanitaris i escolars
El 2009 hi havia una escola elemental.

## Poblacions més properes
El següent diagrama mostra les poblacions més properes.